# Törökszentmiklósi szélerőmű
A Törökszentmiklósi szélerőmű összteljesítménye 1,5 megawatt (1500 Kw), élettartamát 35 évre tervezik. A szélturbina típusa: Fuhrlander FL MD 70/77. 